# Градылёво
Градылёво (Градулево) — упразднённое село, вошедшее в 1958 году в черту города Мантурово Мантуровского района Костромской области России.

## География
Расположено на реке Унжа (приток Волги).
Климат умеренно континентальный. Среднегодовая температура воздуха — 2,7°С;  в январе: −12,7°С;  в июле: 18,5°С. В среднем за год выпадает 593 мм осадков, максимум приходится на лето, минимум на зиму. Количество осадков преобладает над испарением. Снежный покров держится 150—155 дней. 

## История
В 1619—1654-х гг. центр унженской вотчины бояр Романовых (Ивана Никитича и Никиты Ивановича — родственников первого русского царя Михаила Фёдоровича Романова).
До 1778 года Градылево являлось административно-территориальным центром Верховской волости Унженской осады Галичского уезда.
В начале 19 века в Градылево находился господский дом героя Отечественной войны 1812 года генерал-лейтенанта Ивана Дмитриевича Иванова.
С 1958 года село вошло в состав города Мантурово.

## Достопримечательности
Флоровская часовня — Часовня Флора и Лавра